# The Buggles
I Buggles sono stati un gruppo musicale rock britannico, attivo nella seconda metà degli anni settanta, formato da Trevor Horn e Geoff Downes nel 1977.
Per un breve periodo, a cavallo tra i loro due album di studio, i due musicisti hanno fatto parte del gruppo prog degli Yes.
Solitamente riconosciuti come gruppo synth pop, i Buggles hanno realizzato "composizioni melodiche che rimandano a Brian Eno e hanno atmosfere robotiche che ricordano i Kraftwerk".

## Storia del gruppo
I Buggles sono diventati famosi con il loro primo singolo Video Killed the Radio Star, pubblicato nel 1979. Sembravano destinati ad essere una meteora del panorama musicale, una delle tante band che producono una canzone di successo e poi spariscono, ma entrambi i componenti riuscirono a lanciarsi in carriere di successo. Il video della canzone, diretto da Russel Mulcahy, fu il primo videoclip trasmesso da MTV negli Stati Uniti il 1º agosto 1981.
Il gruppo pubblicò due album, il secondo dei quali dopo che Horn e Downes avevano sostituito rispettivamente Jon Anderson e Rick Wakeman negli Yes.
Sebbene originariamente il gruppo non si esibisse dal vivo, i Buggles hanno suonato insieme due volte, nel 1998 e nel 2004.
Il 10 agosto 2010 è stata annunciata la ricostituzione dei Buggles. A farlo è stato il sessantunenne fondatore Trevor Horn sul suo sito ufficiale. Trevor Horn, Geoff Downes e Bruce Woolley si sono esibiti in un'unica occasione nel settembre 2010 presso un locale a Londra e l'incasso è stato totalmente devoluto a un ospedale.

## Formazione
- Trevor Horn - basso, voce (1977 - 1981)
- Geoff Downes - tastiera (1977 - 1981)

### Altri musicisti
- Debi Doss - cori (1979 - 1980)
- Linda Jardim - cori (1979 - 1980)
- Bruce Woolley - chitarra solista (1978 - 1981)
- Simon Darlow - chitarra ritmica, tastiera addizionale (1980 - 1981)
- Richard James Burgess - batteria (1978 - 1980)
- Luis Jardim - batteria, percussioni (1980 - 1981)
- John Sinclair - programmazione (1980 - 1981)
- Hans Zimmer - tastiera (1979 - 1980)

## Discografia

### Album in studio
- 1980 - The Age of Plastic
- 1981 - Adventures in Modern Recording

### Album dal vivo
- 2010 - A Sea of Cameras

### Raccolte
- 2011 - The 12" & Rarities Collection

### Singoli
- 1979 - Video Killed the Radio Star / Kid Dynamo
- 1980 - The Plastic Age/Island
- 1980 - Clean Clean/Technopop
- 1980 - Elstree/Johnny on the Monorail (A Very Different Version)
- 1981 - I Am a Camera/Fade Away
- 1982 - Adventures in Modern Recording/Blue Nylon
- 1982 - On TV/Fade Away
- 1982 - Lenny/Blue Nylon
- 1982 - Beatnik/Fade Away